# Le Publicateur libre
Le Publicateur libre est un hebdomadaire régional d'information générale français. Il fait partie du groupe Publihebdos. Il siège à Domfront.
Il est diffusé dans l'ouest de l'Orne (Bocage ornais), le Sud-Manche (Mortainais) et le Nord-Mayenne.
Le Publicateur libre est tiré chaque semaine à 10 000 exemplaires. Il sort le jeudi.

## Historique
Fondé sous le titre Le Moniteur de l'Orne le 24 mars 1850 puis rebaptisé le 10 novembre suivant Le Publicateur de l'Orne, le journal conservateur du Bocage, qui est alors le deuxième journal de l'Orne avec 7 000 exemplaires diffusés, appartenait à la famille de députés Roulleaux-Dugage. Il parait jusqu'à son interdiction à la Libération.
L'hebdomadaire prend le nom de Publicateur libre, porté à partir d'avril 1948 par une SARL dont quatre parts sont réservées à des prisonniers de guerre pas encore libérés. À cette époque, le rédacteur en chef hébergeait Georges Bidault, héros de la Résistance, à son domicile de Domfront.
En juin 1961, le groupe Hersant se porte acquéreur du titre à travers un tiers lors d’une adjudication, mais la vente est cassée par la demande de préemption déposée par le Comité de Libération, gérant jusqu'alors le titre et qui ainsi le conserve. Hersant rachète le titre une dizaine d’années plus tard. Il est alors imprimé sur les rotatives de La Manche libre.
De son passé résistant, le titre conserve la croix de Lorraine dans son logo.